# Бушкувек
Бушкувек (пол. Buszkówek) — село в Польщі, у гміні Жихлін Кутновського повіту Лодзинського воєводства.
Населення — 120 осіб (2011).
У 1975-1998 роках село належало до Плоцького воєводства.

## Демографія
Демографічна структура станом на 31 березня 2011 року:
|          | Загалом | Допрацездатний вік | Працездатний вік | Постпрацездатний вік |
| -------- | ------- | ------------------ | ---------------- | -------------------- |
| Чоловіки | 58      | 7                  | 42               | 9                    |
| Жінки    | 62      | 7                  | 32               | 23                   |
| Разом    | 120     | 14                 | 74               | 32                   |